# معادلة الحرارة

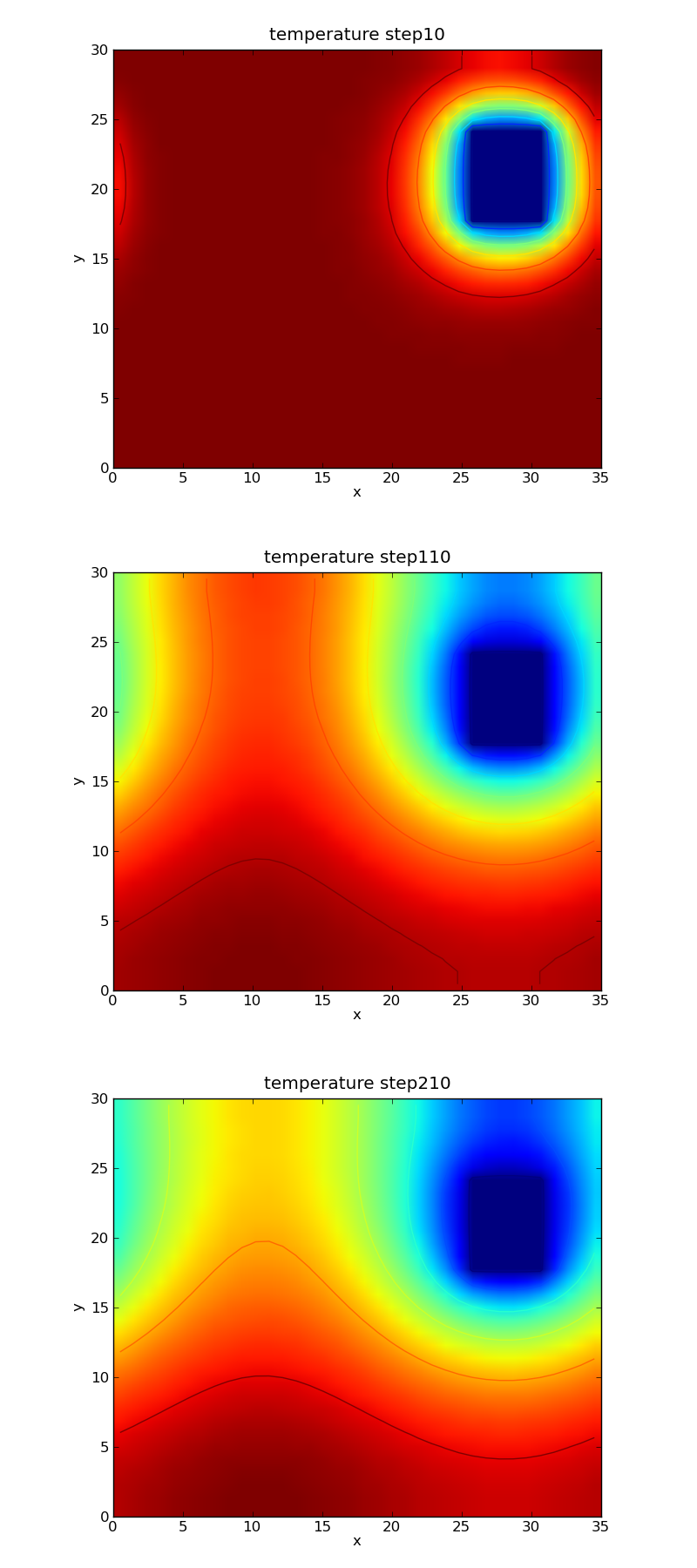
نمذجة ثنائية الأبعاد لمعادلة الحرارة في أنبوب ساخن يجري تبريده.

معادلة الحرارة أو معادلة الانتشارية أو معادلة توصيل الحرارة (بالإنجليزية: Heat equation) هي معادلة تفاضلية جزئية من الدرجة الثانية تصف التوصيل الحراري وتغير الحرارة في الأجسام. جاء بها لأول مرة عالم الرياضيات الفرنسي جوزيف فورييه في عام 1807، بعد تجارب قام حول انتشار الحرارة وبعد نمذجة تطور درجة الحرارة بمتسلسلات مثلثية، سميت منذ حينها متسلسلات فورييه.
قبل أن يتقدم القارئ للمعادلة عليه أن يدرك المعنى الفيزيائي للحرارة ويفرق بينها وبين درجة الحرارة. والمثال المألوف في هذا السياق هو أن الحرارة المختزنة في حوض استحمام مملوء بالماء الدافئ أكبر من الحرارة المختزنة في كوب من الماء المغلي رغم أن درجة الحرارة في الكوب أعلى بكثير من درجة حرارة الماء في الحوض. ولهذه المعادلة استعمالات في عدة مجالات من صناعة المحركات مرورا بعلم الأحياء حيث تعرف بمعادلة الانتشارية وحتى الميكانيكا الإنشائية.
هي مرتبطة بكل من Burgers' equation [الإنجليزية] ومعادلة شرودنغر.

## الصياغة الرياضية

### المعادلة في بعد واحد
معادلة الحرارة في بعد واحد (x) هي أبسط صيغ المعادلة وتصف معدل تغير الحرارة في قضيب نحيف وطويل لدرجة يمكن حينها غض الطرف عن انتقال الحرارة في بقية الأبعاد نتيجة ضآلة تأثيرها. وتعطى المعادلة بحسب الصيغة التالية وهي مشتقة من قانون فورييه وقانون حفظ الطاقة.
{\displaystyle {\frac {\partial u}{\partial t}}={\frac {k}{c_{p}\rho }}\left({\frac {\partial ^{2}u}{\partial x^{2}}}\right)}
حيث :{\displaystyle \alpha ={k \over {\rho c_{p}}}} تمثل الانتشارية الحرارية.

### المعادلة في ثلاثة أبعاد

#### في وسط متجانس
في وسط متجانس ثلاثي الأبعاد، فإن معادلة الحرارة للدالة :{\displaystyle u(x,y,z,t)} تصاغ حسب الآتي:
{\displaystyle {\frac {\partial }{\partial t}}u-\alpha \Delta u=0,}
حيث {\displaystyle \Delta } رمز مؤثر لابلاس و{\displaystyle \alpha } رمز الانتشارية الحرارية للوسط.

#### في وسط لا متجانس
أما إذا كان الوسط لا متجانسا مثل جسم الإنسان حيث تختلف الخواص الحرارية للجلد عن الخواص الحرارية في العضلات عنها في الأحشاء عنها في الدم عنها في السوائل الموجودة في الجسم. فإن المعادلة تأخذ الصيغة التالية.
{\displaystyle {\frac {\partial }{\partial t}}u-\alpha \Delta u=f(x,y,z,t)}
حيث :{\displaystyle f(x,y,z,t)} دالة معطاة. وحين تكون مشتقة الدالة {\displaystyle u} بالنسبة للزمن الصفر حيث {\displaystyle {\frac {\partial }{\partial t}}u=0} فإن المعادلة تأخذ شكل معادلة بواسون.

### الانتشارية الحرارية
والانتشارية الحرارية تعطى بالصيغة التالية
{\displaystyle \alpha ={k \over {\rho c_{p}}}}
حيث :
• {\displaystyle {\mathcal {}}k} : ثابت التوصيل الحراري (حسب نظام الوحدات الدولي وحدة : واط / (متر.كلفن))
• {\displaystyle {\mathcal {}}\rho } : الكثافة (كجم/ مترمكعب)
• {\displaystyle c_{p}\,} : سعة الحرارة النوعية (جول / (كغم.كلفن))

## حلحلة معادلة الحرارة باستعمال متسلسلة فورييه
من بين أوائل الطرق المستعملة من أجل حلحلة معادلة الحرارة، طريقة اقترحها عالم الرياضيات والفيزياء الفرنسي جوزيف فورييه ذاته. كان ذلك عام 1822.